# Järvi
Järvi (parfois orthographié Jarvi) est un nom originaire de Finlande et d'Estonie, et qui signifie « lac » en finnois (de järvi, lac). Le patronyme pourrait se référer aux personnes suivantes, par ordre alphabétique sur le prénom :
- Iiro Järvi (en) (né en 1965), joueur finlandais de hockey sur glace
- Jyrki Järvi (né en 1966), navigateur finlandais, champion olympique
- Kristjan Järvi (né en 1972), chef d'orchestre estonien
- Neeme Järvi (né en 1937), chef d'orchestre estonien
- Paavo Järvi (né en 1962), chef d'orchestre estonien
- Raivo Järvi (en) (né en 1954), alias Onu Raivo, artiste estonien, personnalité de radio-télé, homme politique